# Kenniswerk
Kenniswerk is een type werk waarbij de productie van kennis centraal staat, in tegenstelling tot handarbeid of routineus werk. De definities van kenniswerk en de mensen die het uitvoeren, kenniswerkers, lopen heel erg uiteen. Kenniswerkers spelen een grote rol in kennisintensieve organisaties en in een kenniseconomie.
De oorspronkelijke, Engelse termen knowledge work en knowledge worker werden respectievelijk in 1959 en 1966 bedacht door managementconsultant Peter Drucker.